# Bojan Zelenjak
Bojan Zelenjak, slovenski klarinetist, * 13. april 1977, Ptuj.
Na Akademiji za glasbo v Ljubljani je diplomiral leta 2001 v razredu prof. Jožeta Kotarja. Deluje kot profesor klarineta na Glasbeni šoli Slavka Osterca Ljutomer. Poleg poučevanja se ukvarja z oblikovanjem zvoka v analogni in digitalni tehniki.